# エルビラ・デ・カスティーリャ (シチリア王妃)
エルビラ・デ・カスティーリャ（スペイン語：Elvira de Castilla, 1100年ごろ - 1135年2月6日）は、シチリア王ルッジェーロ2世の最初の妃。

## 生涯
エルビラはレオン・カスティーリャ王アルフォンソ6世の嫡出の娘である。母はアルフォンソの4番目の妃イザベルである。イザベルはアルフォンソとの結婚前に愛妾であったムスリムのサイーダと同一人物であると考えられている。エルビラはトレドの王宮で育ち、ラ・コンビベンシア（諸宗教の共存）になじんでいたと思われ、それはシチリア王国も同様であった。
1117年または1118年に、エルビラはルッジェーロ2世と結婚し、ルッジェーロ2世は1130年にシチリア王となった。シチリアにもかなりのムスリムがおり、この結婚にはルッジェーロがエルビラの父アルフォンソ6世の宗教政策を学ぶ目的があった。エルビラが恐らくアル＝アンダルスのムスリムの支配者たちの子孫であることは、シチリア王妃とイスラム世界の間の文化的つながりを示している。エリビラは夫の在位中にイスラム美術の発展に影響を与えた可能性もある。
王妃エルビラに関してはほとんど不明であり、政治的あるいは宗教的に何らかの活動を行ったという記録は見られない。
1135年、エルビラとルッジェーロ2世は病にかかり、その病は深刻なもので感染性のものであった。ルッジェーロ2世は回復したが、エルビラは2月6日に死去した。ルッジェーロ2世は妃の死に精神的に打ちのめされ、部屋にこもって近しい使用人以外には誰にも会おうとせず、最後にはルッジェーロ2世も死去したとの噂が広まった。ルッジェーロ2世はエルビラの死後14年間独り身であったが、1149年に再婚した。結果的にエルビラの産んだ5人の息子のうちルッジェーロ2世の死後まで生存していたのは1人のみであった。

## 子女
- ルッジェーロ3世（1118年 - 1148年） - プーリア公、シチリア王タンクレーディの父。
- タンクレーディ（1119年 - 1138年） - バーリ、ターラント領主
- アルフォンス（1120/1年 - 1144年） - カプア侯、ナポリ公
- グリエルモ1世（1121年 - 1166年） - シチリア王（1151年 - 1166年）
- アデラシア（1126年頃 - 1184年以降）
- エンリーコ（1130年 - 1145年以前）
- 娘（1135年）